# پال سوره هاگن
پال سوره هاگن (به انگلیسی: Pål Sverre Hagen) (زاده [۶ نوامبر ۱۹۸۰) بازیگر نروژی است.
از فیلم‌هایی که وی در آن نقش داشته است می‌توان به چه بر سر دوشنبه آمده؟ و به‌هوای دزدیدن اسب‌ها اشاره کرد.